# Cameron Carter-Vickers
Cameron Robert Carter-Vickers (Southend-on-Sea, Inglaterra, 31 de diciembre de 1997) es un futbolista estadounidense que juega como defensa en el Celtic F. C. de la Scottish Premiership.
Aunque nació en Inglaterra, representa a los Estados Unidos a nivel internacional.

## Trayectoria

### Tottenham Hotspur
Carter-Vickers se unió al equipo juvenil del Tottenham Hotspur a la edad de once años, habiendo llamado la atención de los ojeadores cuando tenía diez años.
Carter-Vickers participó en la International Champions Cup 2016 celebrada en Melbourne e hizo 2 apariciones contra la Juventus y el Atlético de Madrid. Se le otorgó el dorsal número 38 de la temporada. El 21 de septiembre de 2016, Carter-Vickers hizo su debut en el primer equipo para el club londinense en la tercera ronda de la Copa de la Liga de Fútbol contra Gillingham en la que los Spurs ganaron 5-0. Jugó los 90 minutos. Posteriormente, a pesar de ir convocado a varios partidos, solo disputaría tres más, dos de FA Cup y otro de Copa de la Liga. Por lo tanto, salió cedido en busca de minutos.

#### Cesiones
El defensor firmó un acuerdo de préstamo durante toda la temporada 2017-18 con el recién ascendido Sheffield United de la Championship el 25 de agosto de 2017. En su debut y su partido de la liga, Carter-Vickers anotó el único gol del partido, en el minuto 33 contra Bolton Wanderers. Después de jugar 18 juegos para el Sheffield United y anotar un gol, Carter-Vickers regresó a Tottenham el 15 de enero de 2018, habiendo sido retirado de su préstamo.
El 19 de enero de 2018 el Ipswich Town anunció que lo habían contratado hasta el final de la temporada. Hizo su debut en Ipswich Town ante el Bolton Wanderers el 20 de enero de 2018. Disputó diecisiete partidos en Championship, pero al finalizar la campaña, volvió a Londres.
El 25 de agosto de 2018, el Swansea City A. F. C. logró su cesión por una temporada.
El 8 de agosto de 2019, el Stoke City F. C. logró su cesión por una temporada.
Tras cancelarse la cesión en el Stoke, el 30 de enero de 2020 fue cedido al Luton Town F. C. hasta final de temporada.
En octubre de 2020 su destino fue el AFC Bournemouth. El curso siguiente, tras varias cesiones en el fútbol inglés, fue el Celtic F. C. quien logró su cesión. Dicha cesión sería la última, ya que este equipo lo adquirió en propiedad y el jugador firmó un contrato de cuatro años de duración.

## Selección nacional

### Categorías inferiores
En el verano de 2014 jugaba para el lado de la academia del Tottenham en la Copa IMG en Bradenton, Florida, donde derrotó al equipo sub-17 de Estados Unidos por 5-3. Durante el juego, llamó la atención de los entrenadores de los EE. UU. Que se habían enterado de su posible elegibilidad para un pasaporte estadounidense. 
Carter-Vickers representó a los EE. UU. Por primera vez en el sub-18 en agosto de 2014 y en octubre de 2014 era miembro del equipo sub-23 de EE. UU. Representó al equipo nacional sub-20 de los Estados Unidos en la Copa Mundial Sub-20 de la FIFA 2015, y comenzó varios partidos a pesar de tener solo 17 años en ese momento. El equipo fue eliminado por Serbia en cuartos de final. 
En septiembre de 2016, se informó que la FA inglesa había realizado averiguaciones sobre Carter-Vickers y que Estados Unidos estaban preparados para rastrear rápidamente al jugador. El 10 de octubre de 2016, Carter-Vickers capitaneó al equipo sub-20 en la derrota por 2-0 contra su Inglaterra natal.

### Selección absoluta
El 6 de noviembre de 2016 recibió su primera llamada al equipo absoluto de los Estados Unidos. Hizo su debut como sustituto el 14 de noviembre de 2017 en un amistoso ante Portugal.
Disputó la Copa Mundial de Fútbol de 2022, desarrollada en Catar. Jugó solamente un partido ante Irán.

## Clubes
| Club                            | País       | Año       |
| ------------------------------- | ---------- | --------- |
| Tottenham Hotspur F. C.         | Inglaterra | 2016-2022 |
| Sheffield United F. C. (cedido) | Inglaterra | 2017-2018 |
| Ipswich Town F. C. (cedido)     | Inglaterra | 2018      |
| Swansea City A. F. C. (cedido)  | Gales      | 2018-2019 |
| Stoke City F. C. (cedido)       | Inglaterra | 2019-2020 |
| Luton Town F. C. (cedido)       | Inglaterra | 2020      |
| AFC Bournemouth (cedido)        | Inglaterra | 2020-2021 |
| Celtic F. C. (cedido)           | Escocia    | 2021-2022 |
| Celtic F. C.                    | Escocia    | 2022-     |

## Palmarés

### Títulos nacionales
| Título                     | Club         | País    | Año  |
| -------------------------- | ------------ | ------- | ---- |
| Copa de la Liga de Escocia | Celtic F. C. | Escocia | 2022 |
| Scottish Premiership       | Celtic F. C. | Escocia | 2022 |
| Copa de la Liga de Escocia | Celtic F. C. | Escocia | 2023 |
| Scottish Premiership       | Celtic F. C. | Escocia | 2023 |
| Copa de Escocia            | Celtic F. C. | Escocia | 2023 |
| Scottish Premiership       | Celtic F. C. | Escocia | 2024 |
| Copa de Escocia            | Celtic F. C. | Escocia | 2024 |
| Copa de la Liga de Escocia | Celtic F. C. | Escocia | 2025 |
| Scottish Premiership       | Celtic F. C. | Escocia | 2025 |

## Vida privada
Carter-Vickers es el hijo de Howard Carter, un jugador de baloncesto estadounidense que pasó su carrera profesional en la NBA y Europa, y Geraldine Vickers, de Essex, Inglaterra. Se crio en Essex y asistió al The Eastwood Academy en Leigh-on-Sea, mientras pasaba verano con su padre en Luisiana.